# Ochotona turuchanensis
Ochotona turuchanensis (пискуха туручанська) — вид зайцеподібних гризунів родини пискухових (Ochotonidae). Раніше вважався підвидом пискухи північної (Ochotona hyperborea)

## Поширення
Ендемік Середньосибірського плоскогір'я. Поширений від річки Єнісей до Байкалу та середньої течії річки Лена. У місцях проживання досить чисельний вид.

## Опис
Тіло сягає 16-19 см завдовжки. М'яке хутро сіро-коричневого забарвлення.

## Спосіб життя
Пискуха активна вдень, оскільки вночі низька температура повітря. Мешкає у тайзі з скелястими ділянками. Сезон розмноження триває з червня по серпень. В посліді 3-8 дитинчат.